# Kalāteh-ye Sabz
Kalāteh-ye Sabz (persiska: کلاته سبز) är en ort i Iran.   Den ligger i provinsen Khorasan, i den nordöstra delen av landet, 700 km öster om huvudstaden Teheran. Kalāteh-ye Sabz ligger 1 760 meter över havet och antalet invånare är 200.
Terrängen runt Kalāteh-ye Sabz är huvudsakligen kuperad, men åt nordost är den platt. Runt Kalāteh-ye Sabz är det ganska glesbefolkat, med 42 invånare per kvadratkilometer. Närmaste större samhälle är Farhādgerd, 7,7 km nordost om Kalāteh-ye Sabz. Trakten runt Kalāteh-ye Sabz består i huvudsak av gräsmarker.